# Red Apple cigarettes

Кадр из фильма «Однажды в Голливуде» (2019) режиссёра Квентина Тарантино. Рик Далтон (Леонардо Ди Каприо) и его фотодвойник в рекламном ролике сигарет Red Apple

Red Apple (с англ. — «Красное яблоко»), Red Apple cigarettes, Red Apple tobacco — вымышленный бренд сигарет, фигурирующий в ряде фильмов американского режиссёра Квентина Тарантино. Марка сигарет была придумана в качестве протеста против использования в кино приёма скрытой рекламы, известного как продакт-плейсмент. На логотипе пачки изображён зеленый «червяк» с антропоморфным мужским лицом и с сигаретой в зубах. Он выползает из дырки здорового на вид красного яблока. Оформление сигарет было создано Джерри Мартинесом (Jerry Martinez) и Крисом Калленом (Chris Cullen). В том или ином виде сигареты Red Apple появляются в следующих работах режиссёра: «Криминальное чтиво» (1994), снятом им эпизоде «Человек из Голливуда» фильма «Четыре комнаты» (1995), кинодилогии «Убить Билла» (2003—2004), «Бесславные ублюдки» (2009), «Омерзительная восьмёрка» (2015).
В фильме «Однажды в Голливуде» (2019) сигареты неоднократно появлялись в кадре. Особое место они заняли в дополнительной чёрно-белой сцене, идущей параллельно с финальными титрами (в правой половине от них). Рик Далтон (Леонардо Ди Каприо), вымышленная американская звезда вестернов, участвует в рекламном ролике, посвящённом сигаретам Red Apple. Во время съёмки рекламы становится известно, что табачная компания была основана в 1862 году и с тех пор её продукцию курил персонаж Далтона — охотник за головами Тим Кэхилл. В конце ролика Далтон подошёл к своей полноростовой картонной фигуре, при этом его «двойник» в руке держит пачку «Ред Эппл». Герой Ди Каприо сделал затяжку и голос из-за кадра объявил: «Стоп! Снято!». Неожиданно Далтон заявил, что это не сигареты, а гадость, и бросил окурок на землю. В сердцах он также ударил своего «двойника» и фигура упала. В основанном на этом фильме романе «Однажды в… Голливуде» (2021) Клифф Бут, каскадёр, друг и бессменный дублёр Далтона, в своём трейлере занимался домашними делами. При этом он посматривал за рекламой своих любимых сигарет — Red Apple:

После того как закадровый голос перечислил весь ассортимент табачной продукции «Ред Эппл», на экране крупным планом появляется известный актер Берт Рейнольдс, курящий сигару «Ред Эппл» с пластиковым мундштуком.

Его внимание привлекает голос за кадром:

— Эй, Берт Рейнольдс, хочешь красное яблоко?

— Элементарно, — ответил он.

Берт смотрит в камеру и говорит:

— О, ещё как хочу.

Затягивается сигарой, выдыхает дым и произносит слоган компании «Ред Эппл Тобакко»:

— Попробуй и прочувствуй, попробуй… «Ред Эппл».

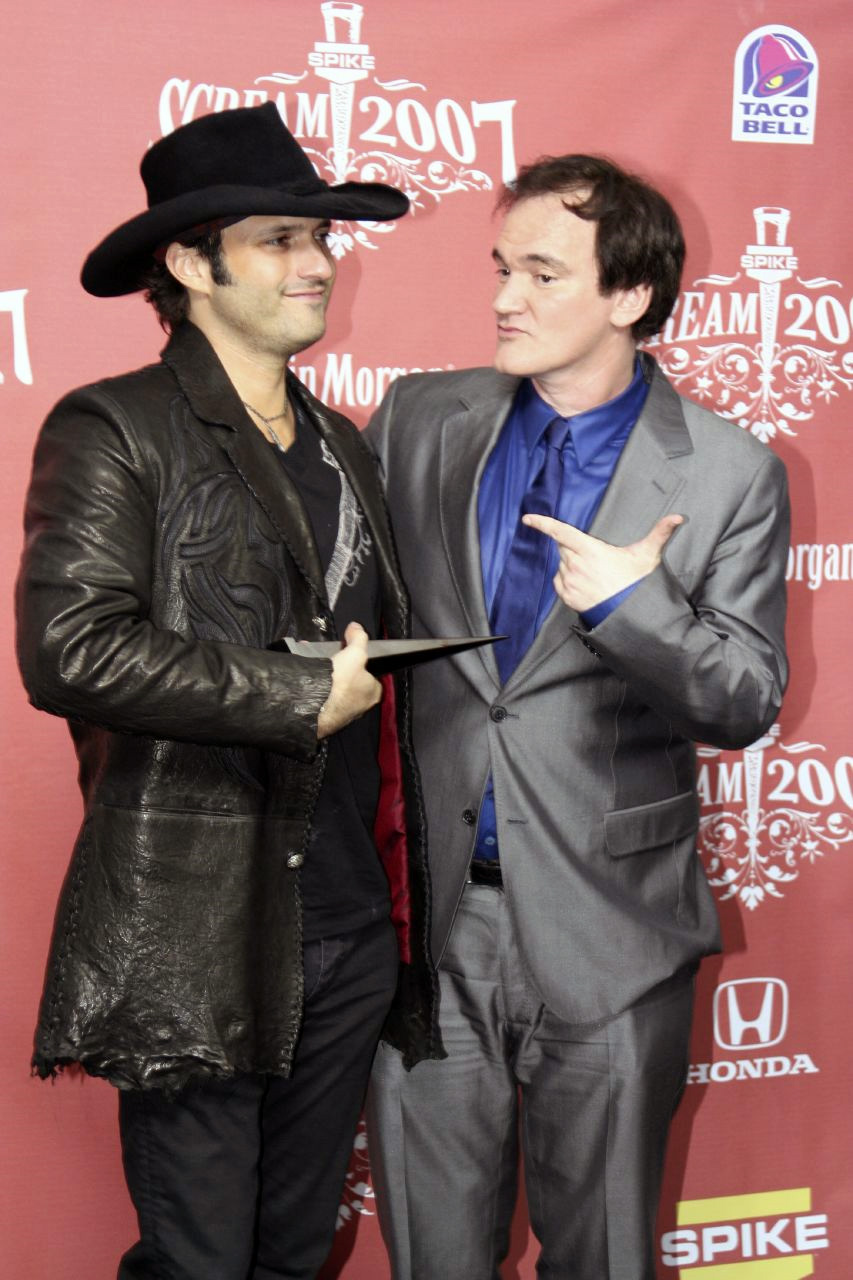
Квентин Тарантино и Роберт Родригес в 2007 году

Также Тарантино ввёл в свои фильмы и другие вымышленные бренды: сети ресторанов быстрого питания Big Kahuna Burger и Jack Rabbit Slim’s Restaurants, ресторан Teriyaki Donut, хлопья Fruit Brute (реально существовавшая марка в 1970-е годы) и др. Red Apple и другие подобные бренды рассматриваются как часть особого киномира Тарантино. По этому поводу философ и критик Александр Павлов заметил, что содержание фильмов режиссёра шире внешних атрибутов: «Есть расхожее мнение, будто вселенную Тарантино связывают воедино перекрёстные упоминания разных вещей, будь то сигареты и табак „Red Apple“ или персонаж Эрл Макгро. Ярый поклонник или даже просто внимательный зритель без труда распознает эти ссылки. Но если рассуждать таким образом, то вселенная Тарантино имеет довольно условные и сугубо технические связи: здесь упомянуть бургеры, тут табачную марку, а там использовать уже знакомое имя, чтобы можно было подумать, что герой — родственник другого персонажа. Конечно, эти связи нельзя игнорировать, но они не могут служить достаточным объяснением существования тарантиновского мира». Бренд фигурирует также в фильмах режиссёра Роберта Родригеса «От заката до рассвета» (1996) и «Планета страха» (2007).